# 林下
林下（りんげ、りんか）または山林派（さんりんは）とは中世以降の臨済宗を中心とする禅寺のうち、在野の寺院を指す呼称である。京都において五山十刹など幕府の庇護と統制下にあった「禅林」または「叢林」の一派に対し、林下は座禅修行に専心する厳しい禅風を特色としている。代表的な林下の寺院としては臨済宗大応派の大徳寺や妙心寺が挙げられる。

## 臨済宗大応派
花園上皇が寄進し宗峰妙超（大燈国師）が開山した大徳寺は後醍醐天皇により一度は五山に列せられたものの、南北朝分裂後に足利氏に従わなかったため五山からは外れることとなった。大徳寺は五山の気風を快く思わない禅僧たちが集う場となった。宗峰門下の関山慧玄は花園上皇より離宮跡の寄進を受け、妙心寺を開いた。関山の禅は師のものよりも更に厳格で、やがては妙心寺も大徳寺の末寺として、大徳寺と同様の役割を果たすようになっていった。
上述の二寺の開祖に加えてそれ以前の建長寺出身の南浦紹明（大応国師）らをまとめて大応派と呼び、三者の師号などからとられた「応・燈・関の一流」が大応派の禅の精神を象徴する言葉となった。
応仁の乱以降それまで栄えていた五山は衰退し、やがて大応派の禅が地方へと広まっていった。